# Cirrochroa satellita
Cirrochroa satellita är en fjärilsart som beskrevs av Butler 1869. Cirrochroa satellita ingår i släktet Cirrochroa och familjen praktfjärilar. Inga underarter finns listade i Catalogue of Life.

## Bildgalleri

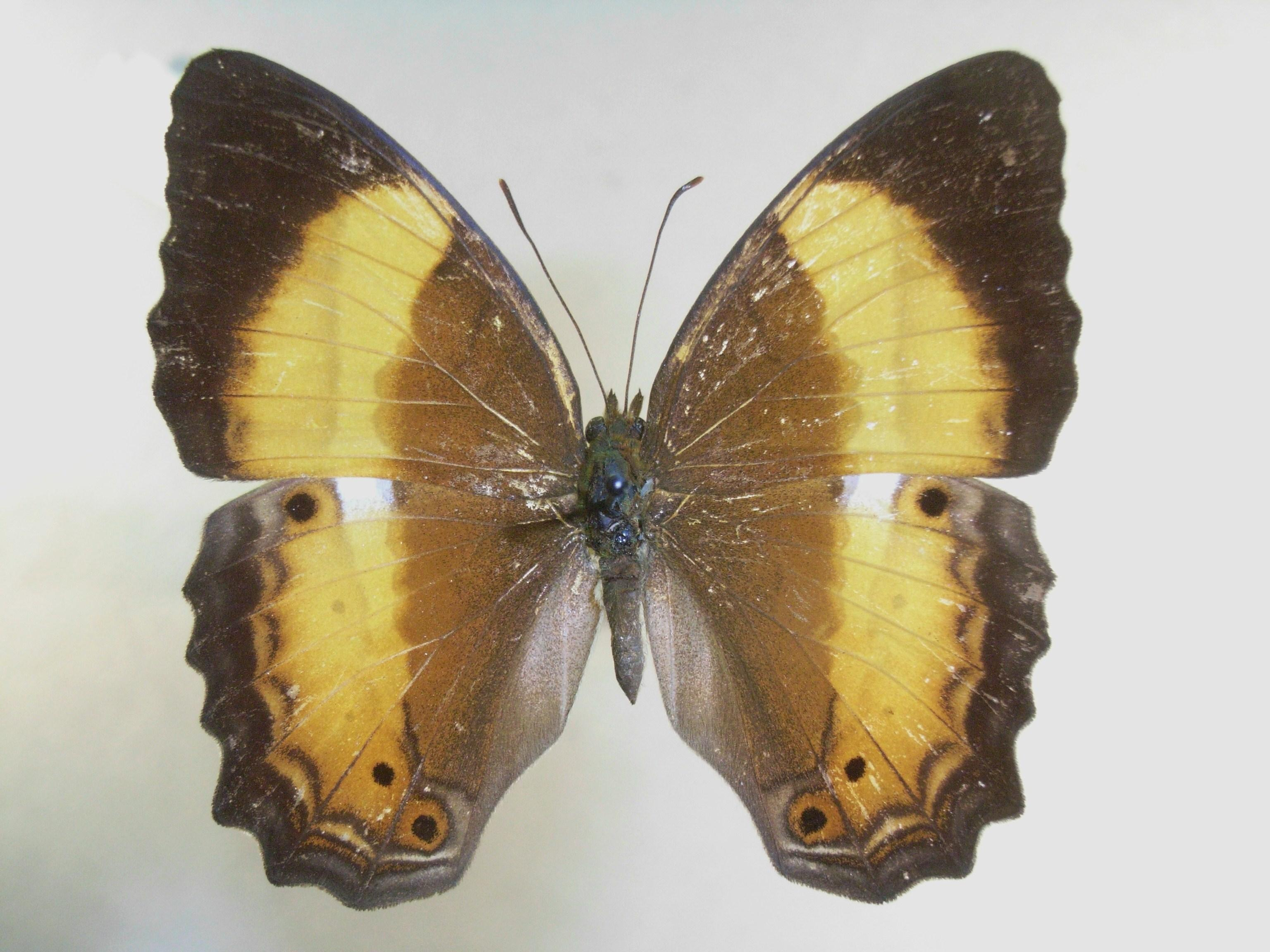